# Commission communautaire française de la région de Bruxelles-Capitale

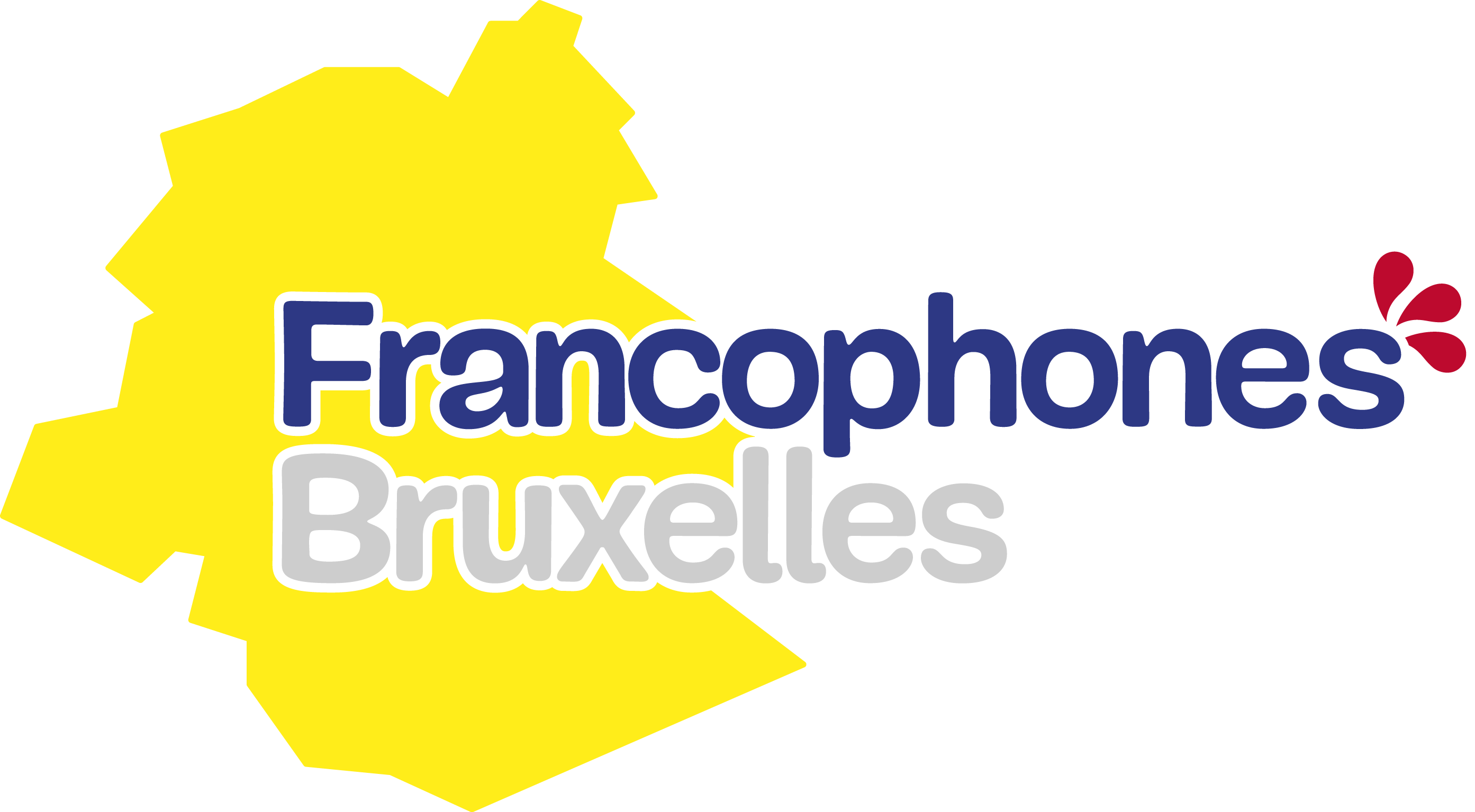
Logo de la COCOF

La Commission communautaire française de la Région de Bruxelles-Capitale ou COCOF est, dans le système fédéral belge, l’organe compétent pour les institutions monocommunautaires francophones de la Région de Bruxelles-Capitale, celle-ci étant dotée d’un statut bilingue (français et néerlandais).
Il existe de même au sein de la Région une Commission communautaire flamande (la VGC-Vlaamse Gemeenschapscommissie) et une Commission communautaire commune (COCOM).

## Compétences
Par règlement, la commission peut agir dans les matières liées à la culture et à l’enseignement. Par décret, elle peut légiférer dans les matières concernant entre autres l’éducation physique, le tourisme, la promotion sociale, la formation des classes moyennes, le transport scolaire, la santé et l’aide aux personnes, la petite enfance, les soins à domicile, l’alphabétisation, les maisons de repos, les bibliothèques, le folklore bruxellois, etc.

## Historique
La Commission française de la culture avait été créée en 1970 pour exercer dans les 19 communes de Bruxelles les compétences déléguées par la Communauté culturelle française, ancêtre de la Communauté française.
En 1989, à la suite de la création de la Région de Bruxelles-Capitale, l’assemblée de la Commission communautaire française est mise en place et reçoit de la Communauté française la charge des matières personnalisables (santé et aide aux personnes).
En 1993, cette assemblée reçoit des compétences décrétales pour la santé et l’aide aux personnes, le tourisme, la formation professionnelle. Son budget est également considérablement augmenté pour assumer ces nouvelles compétences. Elle reçoit une dotation annuelle, inscrite nominativement au budget de la Communauté française.
Enfin, en 2001, à la suite des accords du Lambermont et du Lombard, les moyens sont revus à la hausse, l’assemblée hérite d’une capacité d’emprunt et se voit octroyer le statut de parlement.

## Composition
La commission est formée d’un organe exécutif (le Collège), et d’un organe législatif (le Parlement francophone bruxellois).

### Le Collège de la commission communautaire française
Le Collège est actuellement composé de Rudi Vervoort (PS), Alain Maron (Ecolo), Bernard Clerfayt (DéFI) et Nawal Ben Hamou (PS). La Ministre-Présidente est Barbara Trachte (Ecolo).

### Le Parlement francophone bruxellois
Le Parlement francophone bruxellois, anciennement et officiellement toujours appelé Assemblée de la Commission communautaire française de la Région de Bruxelles-Capitale (ou Assemblée de la COCOF) est composé des 72 membres francophones du parlement bruxellois. Il est présidé depuis juillet 2019 par Magali Plovie (Ecolo).